# Тер-Саркисов, Рудольф Михайлович
Рудольф Михайлович Тер-Саркисов (18 октября 1939, Баку, Азербайджанская ССР — 29 ноября 2016, Москва, Российская Федерация) — советский и российский учёный, заслуженный деятель науки РФ, специалист по подземной гидродинамики, газогидродинамических исследований скважин и пластов, разработки газовых и газоконденсатных месторождений. Действительный член Академии естественных наук и Академии горных наук РФ, вице-президентом комитета по разведке, добыче, подготовке и подземному хранению природного газа Международного газового союза. 

## Биография
Родился в семье нефтяника.
Окончил Бакинский нефтяной техникум. С 1961 года работал на промыслах оператором по добыче, помощником мастера по добыче нефти нефтепромыслового управления «Азизбековнефть». Служил в рядах Советской Армии в ракетных войсках.
В 1970 году окончил промысловый факультет Азербайджанского института нефти и газа по специальности технология и комплексная механизация разработки нефтяных и газовых месторождений, поступил в аспирантуру ВНИИГАЗа (Всесоюзный научно-исследовательский институт природных газов и газовых технологий).
С 1970 по 2005 годы во ВНИИГАЗ прошёл все этапы научной и трудовой деятельности: аспирант, младший научный сотрудник, старший научный сотрудник, ученый секретарь, директор научного центра в области термодинамики и физики пласта, заместитель генерального директора по науке, генеральный директор.
С 2005 до 2014 года — заместитель генерального директора — главный менеджер по Штокмановскому проекту в ООО «Севморнефтегаз», первый заместитель генерального директора — главный менеджер проектов в ООО «Газпром добыча шельф».
В последние годы жизни являлся главным научным сотрудником Института проблем нефти и газа (ИПНГ) РАН, заместителем председателя секции Научно-технического совета ОАО «Газпром», членом редколлегии журнала «Газовая промышленность».

### Научная деятельность
Исследования в области механики жидкости и газа в пористых средах легли в основу диссертации на звание кандидата технических наук «Экспериментальные исследования фильтрации многокомпонентных углеводородных систем в пористой среде с учетом фазовых превращений» (1974 год). По результатам фундаментальных исследований многокомпонентной фильтрации углеводородов в неоднородных пористых средах были разработаны и внедрены новые технологии повышения углеводородоотдачи пласта на газоконденсатных месторождениях Севера России и на Украине. Эти исследования стали основополагающими для докторской диссертации: «Методы повышения углеводородоотдачи из пласта на завершающей стадии разработки газоконденсатных месторождений» (1985 год).
Впервые в мировой практике разработки месторождений природных газов созданы научные основы извлечения жидких углеводородов с низкой фазовой насыщенностью газоносного продуктивного пласта.
На их базе создана технология, которая была реализована в промышленном масштабе на крупнейшем истощенном Вуктыльском нефтегазоконденсатном месторождении (республика Коми), имеющем большие остаточные запасы жидких углеводородов. Осуществление этого крупномасштабного проекта позволило продлить добычу углеводородов на месторождении и их переработку на Сосногорском газоперерабатывающем заводе на 30 лет. В этот период сохраняется существующая промышленная инфраструктура и решаются социально-экономические проблемы городов Вуктыл и Сосногорск.
За время работы в газовой отрасли с 1970 года являлся руководителем проектов крупнейших месторождений Западной Сибири (Уренгой, Ямбург, Заполярное, Бованенково), республики Коми (Вуктыл), Прикаспия (Астрахань, Оренбург) и принимал участие в их освоении. Возглавлял проектирование крупнейших месторождений арктического шельфа (Штокмановское и Приразломное) и акватории Ирана (Южный Парс). Руководил Генеральной Схемой развития газовой промышленности РФ, Программой комплексного освоения месторождений Ямала и приямальского шельфа, и других базовых программ, определяющих стратегию развития отрасли.
В 1996—2012 годах представлял Россию в Международном газовом Союзе, где возглавлял Комитет по разведке, разработке и добыче газа, являлся участником крупнейших международных научных форумов, в том числе нефтяных и газовых конгрессов, председательствовал на пленарных заседаниях, выступал с докладами.
С 2004 года в течение 10 лет был сначала в комитете по номинированию на международную энергетическую премию, а затем в составе международного комитета по присуждению Международной энергетической премии «Глобальная энергия».

## Педагогическая деятельность
Подготовил более 35 докторов и кандидатов технических наук.
С 1998 года возглавлял базовую кафедру разработки и эксплуатации нефтяных и газовых месторождений и подземной гидромеханики в Ухтинском государственном техническом университете (УГТУ), был профессором кафедры разработки и эксплуатации газовых и газоконденсатных месторождений РГУ нефти и газа им. И. М. Губкина.
По фундаментальным проблемам освоения месторождений природного газа опубликовал около 300 научных статей в отечественных и зарубежных изданиях, соавтор 25-ти изобретений на новые способы разработки месторождений природных газов, 15 монографий, которые востребованы на предприятиях и в вузах нефтегазового профиля.

### Награды и звания
Лауреат Премии Правительства РФ за 2003 год — за разработку стратегии развития газовой промышленности России, создание и внедрение новых технологий добычи газа и конденсата в экстремальных природно-климатических условиях.
Заслуженный деятель науки РФ (1998), почётный работник газовой промышленности (1991), заслуженный работник народного хозяйства республики Коми (1995).
Награждён медалью «В память 850-летия Москвы».

## Достижения
- доктор технических наук (1985)
- действительный член РАЕН (с 1993)
- заслуженный работник народного хозяйства Республики Коми (1993)
- профессор Государственной академии нефти и газа (с 1994)
- почетный работник газовой промышленности (1995)
- действительный член Академии горных наук РФ (с 1996)
- заслуженный работник нефтяной и газовой промышленности РФ
- заслуженный деятель науки РФ (1998)

## Членство в президиумах, секциях, советах, комиссиях
- член Президиума Международной общественной академии наук нефти и газа (2004)
- член секции «Нефть и газ» Совета по присуждению премий Правительства РФ в области науки и техники
- член бюро научного совета РАН по проблемам геологии и разработки месторождений нефти и газа
- член секции по проблемам нефти и газа экспертного совета по наукам о Земле ВАК Минобразования РФ
- член совета директоров ЗАО «Росшельф»
- член экспертной комиссии Международного комитета премии «Глобальная энергия»
- член совета Международного газового союза
- член Комитета Международного газового конгресса
- постоянный участник Рабочей группы по газу Европейской комиссии ООН
- председатель диссертационного совета при ООО «ВНИИГАЗ».

## Память

Могила на Армянском кладбище

Похоронен на Армянском кладбище в Москве.

## Из библиографии
- Компонентоотдача пласта при разработке газоконденсатных залежей / А. И. Гриценко, В. А. Николаев, Р. М. Тер-Саркисов. - М. : Недра, 1995. - 263,[1] с. : ил.; 21 см.; ISBN 5-247-03514-3